# Бой на Янзелинском перевале
Бой за Янзелинский перевал — одно из сражений во время Русско-японской войны между японскими и русскими войсками за обладание горными перевалами, через которые шла дорога на Ляоян, произошедшее 18 (31) июля 1904 года.

## Положение перед боем
Ф. Э. Келлер, сменивший генерала Засулича в качестве начальника Восточного отряда должен был защищать от японцев Янзелинский перевал.
Бои Восточной группы на занимаемых ею позициях начались 18 (31) июля.
После предпринятой в средних числах июля неудачной попытки оттеснения к востоку армии Куроки Восточная группа перешла к обороне, преграждая пути на Ляоян. На правом фланге группы отряд Келлера — 17 000 человек и 66 орудий — располагался на позиции Янзелин — Тхавуан; на левом фланге позицию Пьелин — Юшулин занимал 10-й корпус численностью до 24 000 человек и 95 орудий. В 15-километровый промежуток между этими позициями был выдвинут полк из состава отряда Келлера.
Левый фланг группы обеспечивался отрядами Грулева и Любавина, растянувшимися по течению реки Тайцзыхэ. В районе Ляояна оставался в резерве 17-й корпус силой 24 000 человек и 89 орудий. Таким образом, не считая прикрывающие левый фланг отряды, Куропаткин имел здесь 65 000 человек и 250 орудий против 46 000 человек и 108 орудий Куроки.
Задача, поставленная Куропаткиным Восточной группе, которая находилась в общем командовании Бильдерлинга, страдала неопределенностью: наряду с требованием упорной обороны он в то же время предупреждал о необходимости отхода на «главные» позиции в тылу — Ляньдясань — Анпилин, создавая тем самым отступательные тенденции у войск, деморализованных предшествующими неудачами.
Армия Куроки в составе 12-й, 2-й и гвардейской дивизий и трех резервных бригад была растянута, частично окопавшись на фронте Сихэян — Диндяпуза — Сандолин в ожидании распоряжения Ойямы на дальнейшее наступление. В плане ближайших действий Куроки предусматривал атаку 10-го корпуса у Юшулина силами 12-й дивизии и одной бригады 2-й дивизии с одновременным наступлением остальными частями против Келлера с целью отрезать пути его отступления на Ляньдясань. Превосходство сил противника не смущало Куроки. Он учитывал пассивный характер действий русского командования.

## Ход боёв
На рассвете 18 (31) июля Куроки перешел в наступление. Левый фланг Юшулинской позиции атаковала правофланговая бригада Кигоши при поддержке пяти горных батарей. Части Тамбовского полка, захваченные японцами врасплох, начали отступать на второй гребень высот, потеряв в первом же столкновении 250 человек. Закрепившись на втором гребне, Тамбовский полк пытался приданной ему артиллерией обстрелять японскую пехоту с открытых артиллерийских позиций, однако умелая маскировка японской пехоты на пересеченной местности избавляла ее от серьезных потерь. К полудню японцы заняли Юшулин.
К этому же времени бригада Шимамуры вытеснила русских с Пьелинского перевала. От попытки охватить левый фланг 12-й японской дивизии у Пьелина генерал Мартсон вынужден был отказаться вследствие появления здесь бригады Окасаки (2-й японской дивизии). Заняв высоты, окаймляющие горное дефиле с юга, Окасаки нанес отступающим русским большие потери огнем своей артиллерии.
Сильная жара несколько задержала активность японцев. К вечеру 12-я дивизия двумя ротами обозначила обход левого фланга 10-го корпуса. Охваченный с обоих флангов, командир 10-го корпуса Случевский начал отступление.
Одновременно японцы перешли в наступление на Тхавуанскую позицию. Сковывая русскую позицию фронтальным наступлением частей 3-й бригады 2-й дивизии, Куроки направил в обход правого фланга позиции гвардейскую дивизию.
Наступление японцев в горной местности не позволило Куроки выдержать полностью свой план в части регулирования действий отдельных колонн. К 5 часам гвардия оттеснила передовые части русских и перешла реку Ланхэ, охватывая Янзелинскую позицию с юга.
Обходная гвардейская бригада Асады запаздывала, а появившись на поле сражения только в 13 часов, она была задержана огнем с фланговой позиции русских у Янзелина. Энергичное сопротивление русских стрелков у Тхавуана вынудило Куроки сосредоточить здесь всю бригаду 2-й дивизии для атаки Тхавуанской позиции, которую японцы заняли после 12 часов.
К концу дня генерал Кашталинский, вступивший в командование отрядом взамен убитого Келлера, собрал совет для обсуждения дальнейших действий. Совет под влиянием неудач принял решение об отступлении к Ляньдясаню.
Бой Восточной группы 31 июля закончился потерей около 2 500 человек и приближением Куроки к Ляояну на целый переход. Японцы потеряли здесь около 1000 человек. 